# Hedyotis coronaria
Hedyotis coronaria är en måreväxtart som först beskrevs av Wilhelm Sulpiz Kurz, och fick sitt nu gällande namn av William Grant Craib. Hedyotis coronaria ingår i släktet Hedyotis och familjen måreväxter. Inga underarter finns listade i Catalogue of Life.